# 国际贸易中心
国际贸易中心（简称）是世界贸易组织 （WTO）和联合国贸易与发展会议（UNCTAD）的附属机构，并提供贸易相关的技术援助 。世贸组织工作主要涵盖国际贸易规则，贸发会议则主要关注研究和推广。相比较而言，国际贸易中心工作范围更窄，它的工作仅限于促进（所谓的）发展中国家和转型期经济体的出口。该机构工作仅局限于技术援助，这在联合国系统中是少有的。多数其他提供技术援助的机构提供多领域或多种类的援助。
国际贸易中心总部设在日内瓦 ，在墨西哥城设有一个办事处。

## 历史
国际贸易信息中心是国际贸易中心的前身，1964年通过的“关税贸易总协定” （GATT）旨在通过向发展中国家提供出口市场和营销相关信息，帮助发展其出口促进服务并协助其培训所需人员以推进其促进出口的努力。  为精简联合国系统内促进出口工作，当时仍属于联合国系统的关贸总协定（世贸组织前身，但世贸组织不属于联合国系统）和新成立的贸发会议达成协议，建立分支机构以整合两机构贸易促进工作。 该协议于1967年达成，1968年1月1日，国际贸易中心正式成立（不使用“贸易信息中心”提法）。  

## 技术援助工作
国际贸易中心无法以一种系统的方式描述。因此，以下描述会有不准确之处。国际贸易中心为合作方提供多种服务。在其工作中，其将合作方分为三类：政策制订者、贸易支持机构和企业。一些服务是专为某一类合作方设计的，而其他服务则为所有合作方提供。原则上，国际贸易中心所提供服务没有范围限制，该机构将根据受益国或捐赠方的具体要求设计服务内容。
自2006-2009年最近一次重大改组以来，国际贸易中心将其工作分为五条“业务线”：出口战略、商贸政策、贸易支持机构能力建设、出口商竞争力和贸易信息。
除根据业务线分类以外，国际贸易中心的各项服务也可按照提供方式分类，包括：出版物、贸易信息数据库、能力建设（如培训）、或咨询服务。
比方说，出口商竞争力领域的能力建设可以是为企业提供培训，帮助其克服贸易技术壁垒。贸易信息领域的数据库可以是一个国际货物和服务贸易在线数据库.

## 全球公共产品
利用对国际贸易中心信托基金的捐赠和欧盟委员会（EC）的支持，国际贸易中心设计了一整套市场分析工具，包括贸易地图、市场准入图、投资地图和标准地图。该套工具可帮助用户查询220个国家和地区的贸易信息。自2008年1月1日起，以上市场分析工具已成为全球公共产品，所有来自最不发达和发展中国家和地区的用户都可免费使用这些工具。

### 贸易地图
贸易地图是一套国际贸易数据的互动在线数据库。数据包括以下指标：出口业绩指标、国际需求指标、替代市场指标及以产品或国家进行分类衡量的竞争对手作用的指标。贸易地图被认为是全球最大的贸易数据库之一，其数据包括220多个国家和地区的镜像和直接贸易流量及5300种产品在统一系统中的2、4或6位水平的定位。自2001年以来，用户可以查询已计算的数据指标（例如增长、市场份额、平均单位价值等）或按时间序列（例如每月、每季度、每年）查看数据。
2012年，贸易地图与Kompass合作，新增了“公司联系信息”模块，帮助企业寻找在64个国家的贸易伙伴。
贸易地图的年度数据来自联合国商品贸易统计数据库（UN COMTRADE），月度数据来自有关国家的统计局或海关当局。

### 市场准入地图
市场准入地图是一个分析性网络应用，旨在实现千年发展目标（目标8：由贸易中心、贸发会议和世贸组织提供的市场准入指标）所确立的提高市场准入透明度和推动贸易政策问题分析的目标。
市场准入地图也称为“MAcMap”，介绍了影响国际贸易的多种类型壁垒，如实际关税（如最惠国关税和贸易协定下的优惠）、从价税、关税配额、贸易救济、原产地规则、原产地证书、世贸组织成员国关税和非关税措施。
经济管理者使用市场准入地图查询市场准入要求，政策制定者则将它用以准备贸易谈判。 
截至2015年，市场准入地图包含190多个国家的有关最惠国待遇和优惠关税的信息以及约70个国家的非关税措施（NTMs）数据。最近由于来自拉丁美洲和非洲的活跃用户越来越多，该数据库已推出法语和西班牙语版本。

## 执行董事
自1964年成立以来，国际贸易中心共有六名执行董事。分别在七十年代初和九十年代初，该职位曾有两次空缺。
国际贸易中心执行董事是联合国系统内助理秘书长级别的资深的国际公务员。国际贸易中心执行董事及副执行董事由中心的两个上级组织的负责人任命，即世贸组织总干事和贸发会议秘书长。
| 姓名                   | 开始任职 | 任期结束 | 国籍     |
| ---------------------- | -------- | -------- | -------- |
| Herbert L. Jacobson    | 1961年   | 1971年   | 美国     |
| 空缺                   | 1971年   | 1975年   |          |
| Victor E. Santiapillai | 1975年   | 1979年   | 斯里蘭卡 |
| P·C·亚历山大           | 1979年   | 1981年   | 印度     |
| 戈兰·恩布卢姆          | 1981年   | 1992年   | 瑞典     |
| 空缺                   | 1992年   | 1994年   |          |
| J. Denis Bélisle       | 1994年   | 2006年   | 加拿大   |
| 派翠克·法兰西斯        | 2006年   | 2013年   | 牙买加   |
| 阿蘭查·岡薩雷斯        | 2013年   | 2020年   | 西班牙   |
| 多萝西·腾博            | 2020年   | 2020年   | 尚比亞   |
| 帕梅拉·科克-汉密尔顿   | 2020年   |          | 牙买加   |